# Hans Dekkers (1981)
Hans Dekkers (Eindhoven, 7 augustus 1981) is een Nederlands voormalig beroepswielrenner.
In 2002 en 2003 reed hij voor de opleidingsploeg van de Rabobank-ploeg. In 2004 reed hij voor de prof-formatie, maar in 2005 reed hij weer voor de opleidingsploeg. Sinds 2006 rijdt hij bij de profs voor Agritubel, een Franse ploeg die meermaals deelnam aan de Ronde van Frankrijk. In 2009 komt hij uit voor het Amerikaanse Team Garmin - Chipotle. Van september 2009 tot 2011 reed hij bij de continentale wielerploeg Landbouwkrediet-Colnago.

## Belangrijkste overwinningen
2001
- 6e etappe Ronde van Bretagne
- 5e etappe Ronde van Antwerpen

2002
- 1e etappe Triptyque des Monts et Châteaux
- GP Waregem
- 1e etappe Ronde van Bretagne
- 7e etappe Olympia's Tour

2003
- 2e etappe Olympia's Tour
- 4e etappe Olympia's Tour
- 5e etappe Olympia's Tour
- 1e etappe Ronde van Normandië
- 4e etappe Ronde van Normandië
- 1e etappe Triptyque des Monts et Châteaux

2005
- 1e etappe Olympia's Tour
- 4e etappe Olympia's Tour
- 2e etappe Ronde van Normandië
- 6e etappe Ronde van Normandië
- 7e etappe Ronde van Normandië
- 2e etappe Ronde van Loir-et-Cher
- 4e etappe Ronde van Loir-et-Cher
- 3e etappe GP CTT Correios de Portugal
- Memorial Philippe Van Coningsloo

2006
- 3e etappe Ronde van de Toekomst 2006

2007
- 2e etappe Driedaagse van West-Vlaanderen

2008
- Nationale Sluitingsprijs

2009
- 4e etappe International Cycling Classic
- 1e etappe Ronde van Qatar 2009 (Ploegentijdrit)

## Resultaten in voornaamste wedstrijden
| Jaar | Gent-Wevelgem | Parijs-Roubaix | Parijs-Tours |
| ---- | ------------- | -------------- | ------------ |
| 2006 |               | opgave         | opgave       |
| 2007 |               | opgave         |              |
| 2009 | 60e           | opgave         |              |
| 2010 | opgave        |                |              |